# Václav Drobný
Václav Drobný (ur. 9 września 1980 w Mielniku, zm. 28 grudnia 2012 w Hradcu Králové) – czeski piłkarz, występujący na pozycji środkowego obrońcy.
Karierę zaczynał w zespole Odolena Voda, grał także w zespole FK Jablonec 97 (z wypożyczenia ze Sparty w pierwszej połówce sezonu 2005/2006), francuskiej drużynie RC Strasbourg i Chmel Blšany. W sezonie 2004/2005 występował także w angielskim zespole Aston Villa Birmingham, lecz miał problemy z zakwalifikowaniem się do pierwszego składu drużyny. W grudniu 2003 test na morfinę wykazał wynik pozytywny, jednak Drobný został uniewinniony z zarzutu gry pod wpływem narkotyków, ponieważ morfina zawarta była w legalnym środku, kodeinie. Po grze w Aston Villi wrócił do Sparty, gdzie grał do lipca 2007. Następnie przez rok występował w FC Augsburg. Później był piłkarzem Spartaka Trnawa. Karierę zakończył w klubie Bohemians Praha.
Drobný był także kapitanem reprezentacji Czech do lat 21, zadebiutował także w reprezentacji Czech w spotkaniu rozgrywanym przeciwko Japonii w czasie przygotowań do Euro 2004.
Zmarł w wieku 32 lat w wyniku uderzenia w drzewo podczas jazdy na sankach w mieście Szpindlerowy Młyn.